# Variante alfa del SARS-CoV-2
La variante Alfa (conocida comúnmente como variante británica, por el país en donde se originó el brote inicial, o de forma científica como linaje B.1.1.7) es una variante mutada del SARS-CoV-2, virus que causa la COVID-19. El 18 de diciembre de 2020 la Organización Mundial de la Salud (OMS) la incluyó dentro de su lista de variantes preocupantes. En un informe escrito por cuenta del COVID-19 Genomics UK (COG-UK) Consortium, Andrew Rambaut et al. se refirieron a la variante como linaje B.1.1.7.
En lo que corresponde a la variante, se detectó por primera vez en el Reino Unido en octubre de 2020 a partir de una muestra tomada el mes anterior extendiéndose muy rápidamente a mediados de diciembre. Dicha aparición se ha correlacionado con un aumento significativo en la tasa de infección por COVID-19 en Inglaterra, infiriéndose que se debe, al menos en parte, a la mutación N501Y dentro del dominio de unión al receptor de la proteína espiga, que se une al receptor ECA2 en humanos.

## Diseminación
A mediados de diciembre de 2020 se pesquisa un aumento progresivo de la prevalencia de la nueva variante en Reino Unido. Al día 13 de ese mes, se reportaba un total de 1108 casos.

## Estadísticas

### Número de casos registrados
Datos de GISAID del Rastreador de Variantes
| Territorios                          | Confirmados | Referencias |
| ------------------------------------ | ----------- | --- |
| Reino Unido                          | 272 356     | |
| Estados Unidos                       | 237 896     | [ 6 ] [ 7 ] [ 8 ] [ 9 ] [ 10 ] [ 11 ] [ 12 ] [ 13 ] [ 14 ] [ 15 ] [ 16 ] [ 17 ] [ 18 ] [ 19 ] [ 20 ] [ 21 ] [ 22 ] [ 5 ]                      |
| Alemania                             | 103 777     | [ 23 ] [ 24 ] [ 25 ] [ 5 ] [ 26 ] |
| Suecia                               | 68 485      | [ 27 ] [ 28 ] [ 29 ] [ 30 ] [ 5 ] |
| Dinamarca                            | 63 760      | [ 31 ] [ 32 ] [ 33 ] [ 34 ] [ 35 ] [ 36 ] [ 37 ] [ 38 ] [ 5 ] [ 39 ] [ 40 ] [ 41 ] [ 42 ] [ 43 ] [ 44 ] [ 45 ] [ 46 ]                         |
| Japón                                | 50 864      | [ 47 ] [ 5 ] |
| Canadá                               | 44 326      | [ 48 ] [ 49 ] [ 50 ] [ 51 ] [ 52 ] [ 53 ] [ 54 ] [ 55 ] [ 56 ] [ 5 ]                                                                          |
| Francia                              | 35 013      | [ 57 ] [ 58 ] [ 59 ] [ 60 ] [ 61 ] [ 5 ] |
| Países Bajos                         | 30 149      | [ 62 ] [ 63 ] [ 64 ] [ 5 ] |
| Italia                               | 26 718      | [ 31 ] [ 64 ] [ 5 ] |
| España                               | 24 524      | [ 65 ] [ 66 ] [ 67 ] [ 68 ] [ 69 ] [ 70 ] [ 71 ] [ 72 ] [ 73 ] [ 74 ] [ 75 ] [ 76 ] [ 77 ] [ 78 ] [ 79 ] [ 80 ] [ 81 ] [ 82 ] [ 83 ] [ 5 ]    |
| Suiza                                | 21 893      | [ 31 ] [ 84 ] [ 5 ] [ 85 ] [ 86 ] |
| Bélgica                              | 21 230      | [ 87 ] [ 88 ] [ 5 ] |
| Irlanda                              | 16 080      | [ 89 ] [ 90 ] [ 5 ] |
| Polonia                              | 15 375      | |
| Noruega                              | 13 835      | [ 91 ] [ 92 ] [ 93 ] [ 94 ] [ 5 ] |
| Lituania                             | 9361        | |
| Eslovenia                            | 8563        | |
| Israel                               | 8032        | [ 95 ] [ 96 ] [ 5 ] |
| Finlandia                            | 6177        | [ 97 ] [ 98 ] [ 5 ] |
| Grecia                               | 5663        | [ 99 ] [ 100 ] [ 101 ] [ 102 ] [ 103 ] [ 104 ] [ 105 ] [ 106 ] [ 107 ] [ 108 ] [ 109 ] [ 110 ] [ 111 ] [ 112 ] [ 5 ]                          |
| Portugal                             | 5017        | [ 113 ] [ 114 ] [ 115 ] [ 64 ] [ 5 ] |
| Luxemburgo                           | 4899        | [ 116 ] [ 5 ] |
| India                                | 4854        | [ 117 ] [ 118 ] [ 119 ] [ 120 ] [ 121 ] [ 122 ] [ 123 ] [ 124 ] [ 125 ] [ 126 ] [ 127 ] [ 128 ] [ 129 ] [ 130 ] [ 131 ] [ 132 ] [ 5 ] [ 133 ] |
| República Checa                      | 4636        | |
| Eslovaquia                           | 4583        | |
| Croacia                              | 4471        | |
| Austria                              | 3877        | [ 134 ] [ 5 ] |
| Letonia                              | 3477        | |
| Estonia                              | 3198        | |
| Bulgaria                             | 3070        | |
| Filipinas                            | 2725        | [ 135 ] [ 5 ] |
| Tailandia                            | 2100        | [ 136 ] [ 5 ] |
| Turquía                              | 1917        | [ 137 ] [ 64 ] [ 5 ] |
| México                               | 1810        | [ 138 ] [ 139 ] [ 5 ] |
| Rumania                              | 1705        | [ 140 ] [ 5 ] |
| Brasil                               | 1010        | [ 141 ] [ 64 ] [ 5 ] |
| Kenia                                | 1001        | [ 5 ] |
| Puerto Rico                          | 947         | [ 142 ] |
| Líbano                               | 851         | [ 143 ] [ 5 ] |
| Corea del Sur                        | 827         | [ 144 ] [ 145 ] [ 146 ] [ 147 ] [ 5 ] |
| Camboya                              | 806         | |
| Islandia                             | 599         | [ 148 ] [ 5 ] |
| Australia                            | 586         | [ 149 ] [ 150 ] [ 64 ] [ 5 ] |
| Aruba                                | 551         | |
| Pakistán                             | 460         | [ 151 ] [ 5 ] |
| San Martín                           | 430         | |
| Rusia                                | 407         | [ 152 ] [ 5 ] |
| Sri Lanka                            | 399         | [ 153 ] [ 5 ] |
| Ghana                                | 390         | |
| Argentina                            | 367         | [ 154 ] [ 5 ] |
| Emiratos Árabes Unidos               | 363         | [ 155 ] [ 5 ] |
| Curazao                              | 318         | |
| Macedonia del Norte                  | 273         | |
| Martinica                            | 258         | |
| Nigeria                              | 257         | |
| Sudáfrica                            | 233         | [ 5 ] |
| Catar                                | 232         | |
| Ecuador                              | 226         | [ 156 ] [ 157 ] [ 5 ] |
| Gibraltar                            | 221         | |
| Jamaica                              | 207         | [ 158 ] [ 5 ] |
| Singapur                             | 190         | [ 159 ] [ 64 ] [ 5 ] |
| Chile                                | 190         | [ 160 ] [ 161 ] [ 5 ] [ 162 ] |
| Bonaire                              | 183         | |
| Costa Rica                           | 175         | [ 5 ] |
| Kazajistán                           | 163         | |
| Omán                                 | 160         | [ 163 ] [ 5 ] |
| Colombia                             | 153         | |
| Nueva Zelanda                        | 152         | [ 164 ] [ 165 ] [ 166 ] [ 167 ] [ 5 ] |
| Malta                                | 150         | [ 168 ] [ 5 ] |
| Angola                               | 149         | |
| Hong Kong                            | 147         | |
| Jordania                             | 143         | [ 48 ] [ 5 ] |
| Marruecos                            | 138         | |
| Islas Vírgenes de los Estados Unidos | 132         | |
| Guadalupe                            | 129         | |
| Reunión                              | 128         | |
| Ucrania                              | 116         | |
| Serbia                               | 114         | |
| Irán                                 | 114         | [ 169 ] [ 170 ] [ 5 ] |
| Guam                                 | 105         | |
| Mongolia                             | 105         | |
| Georgia                              | 101         | [ 171 ] [ 1 ] |
| Bangladés                            | 96          | |
| Indonesia                            | 81          | |
| Yibuti                               | 80          | |
| Gambia                               | 76          | [ 172 ] [ 5 ] |
| Bosnia y Herzegovina                 | 75          | |
| Irak                                 | 74          | |
| Benín                                | 67          | |
| Guayana Francesa                     | 61          | |
| Taiwán                               | 60          | [ 173 ] [ 174 ] [ 175 ] [ 176 ] [ 5 ] |
| Baréin                               | 60          | |
| Bahamas                              | 59          | |
| Montenegro                           | 55          | |
| Afganistán                           | 55          | |
| Surinam                              | 47          | |
| Guinea                               | 46          | |
| Gabón                                | 46          | |
| Barbados                             | 45          | |
| República del Congo                  | 43          | |
| Moldavia                             | 37          | |
| Islas Caimán                         | 35          | |
| Senegal                              | 35          | [ 5 ] |
| Santa Lucía                          | 34          | |
| Togo                                 | 34          | |
| Malasia                              | 33          | [ 177 ] [ 5 ] |
| Costa de Marfil                      | 33          | |
| Guinea-Bisáu                         | 32          | |
| Hungría                              | 29          | |
| Albania                              | 29          | |
| Etiopía                              | 28          | |
| Madagascar                           | 27          | |
| Belice                               | 27          | |
| Kosovo                               | 26          | |
| Vietnam                              | 26          | [ 178 ] [ 5 ] |
| Panamá                               | 26          | |
| Arabia Saudita                       | 25          | |
| Perú                                 | 24          | [ 179 ] [ 180 ] [ 5 ] |
| Kuwait                               | 24          | [ 5 ] |
| Palestina                            | 22          | |
| República Dominicana                 | 20          | [ 181 ] [ 5 ] |
| Chipre                               | 20          | [ 182 ] [ 5 ] |
| Antigua y Barbuda                    | 19          | |
| Liechtenstein                        | 19          | |
| China                                | 18          | [ 183 ] [ 5 ] |
| Guatemala                            | 18          | |
| Uganda                               | 17          | |
| República Democrática del Congo      | 16          | |
| Maldivas                             | 14          | |
| Nepal                                | 12          | [ 184 ] [ 5 ] |
| Camerún                              | 12          | |
| República Centroafricana             | 12          | |
| Argelia                              | 11          | |
| Venezuela                            | 11          | |
| Wallis y Futuna                      | 10          | |
| Ruanda                               | 10          | [ 5 ] |
| Armenia                              | 10          | |
| Trinidad y Tobago                    | 9           | [ 5 ] |
| Egipto                               | 8           | |
| Somalia                              | 7           | |
| Paraguay                             | 7           | |
| Zambia                               | 7           | |
| El Salvador                          | 7           | |
| Andorra                              | 7           | |
| Túnez                                | 6           | |
| Malaui                               | 5           | |
| Islas Turcas y Caicos                | 5           | |
| Seychelles                           | 5           | |
| Dominica                             | 4           | |
| Burkina Faso                         | 4           | |
| Fiyi                                 | 4           | |
| Liberia                              | 4           | |
| Cabo Verde                           | 4           | |
| Namibia                              | 3           | |
| Azerbaiyán                           | 3           | |
| Islas Marianas del Norte             | 3           | |
| Bielorrusia                          | 3           | |
| Granada                              | 3           | |
| Mónaco                               | 3           | |
| Libia                                | 3           | |
| Anguila                              | 2           | |
| Mozambique                           | 2           | |
| Islas Feroe                          | 2           | |
| Níger                                | 2           | |
| Mayotte                              | 2           | |
| Uzbekistán                           | 2           | |
| Montserrat                           | 2           | |
| Bermudas                             | 2           | |
| Sudán del Sur                        | 2           | |
| Birmania                             | 2           | |
| Sudán                                | 2           | |
| Guinea Ecuatorial                    | 1           | |
| Mauricio                             | 1           | |
| Haití                                | 1           | |
| Honduras                             | 1           | |
| Vanuatu                              | 1           | |
| Chad                                 | 1           | |
| Burundi                              | 1           | |
| Islas Vírgenes Británicas            | 1           | |
| Organización de las Naciones Unidas  | 1 153 877   | [ 5 ] |

### Gráficos

#### Casos confirmados por países
- Nota: Las gráficas presentadas aquí solo son visibles por computadoras y algunos teléfonos. Si en su celular no se puede visualizar, cambie a modo escritorio desde su navegador.
- Los datos proporcionados por diversas fuentes, tales como; gubernamentales, prensa u oficiales son actualizados cada semana desde su última publicación.

## Características

### Contagio
NERVTAG concluyó en una reunión telefónica el 18 de diciembre de 2020 que tenían una confianza moderada en que VUI-202012/01 era sustancialmente más transmisible que otras variantes, pero que no había datos suficientes para llegar a ninguna conclusión sobre el mecanismo subyacente del aumento de la transmisibilidad (por ejemplo, aumento de la carga viral , distribución tisular de la replicación del virus, intervalo de serie, etc.), la distribución por edad de los casos o la gravedad de la enfermedad.
El primer ministro británico Boris Johnson, dijo el 19 de diciembre de 2020 que la nueva variante podría ser hasta un 70% más transmisible que las variantes anteriores, aunque había una "considerable incertidumbre". El gobierno francés cuestionó la opinión de Johnson, diciendo que "no se ha demostrado en esta etapa". Vivek Murthy, ex Cirujano General de los Estados Unidos, actual candidato a Cirujano General y copresidente del Consejo Asesor de COVID-19, estuvo de acuerdo con Johnson en que la variante parecía ser más fácilmente transmisible.

### Virulencia
NERVTAG había concluido en una reunión el 18 de diciembre de 2020 que no había datos suficientes para llegar a una conclusión sobre la gravedad de la enfermedad. En la sesión informativa de Johnson al día siguiente, los funcionarios dijeron que "no había evidencia" a esa fecha de que la nueva variante causara una mayor mortalidad o se viera afectada de manera diferente por las vacunas y los tratamientos; Vivek Murthy estuvo de acuerdo con esto.
Susan Hopkins, asesora médica conjunta de NHS Test and Trace and Public Health England (PHE), declaró a mediados de diciembre de 2020: "Actualmente no hay evidencia de que esta cepa cause una enfermedad más grave, aunque se está detectando en una amplia geografía, especialmente donde se detectan más casos".
A partir del 19 de diciembre de 2020, el laboratorio de Public Health England en Porton Down estaba realizando pruebas para encontrar pruebas de si la nueva variante afecta la gravedad de la enfermedad.
La secuenciación genética de esta cepa ha mostrado una mutación de parada Q27 que "trunca la proteína ORF8 o la vuelve inactiva". Un estudio anterior de las variantes del SARS-CoV-2 eliminadas del gen ORF8 señaló que "se han asociado con síntomas más leves y mejores resultados de la enfermedad". El estudio también señaló que, "SARS-CoV-2 ORF8 es una proteína similar a inmunoglobulina (Ig) que modula la patogénesis", "SARS-CoV-2 ORF8 media la degradación del complejo mayor de histocompatibilidad I (MHC-I)", y "SARS-CoV-2 ORF8 suprime la respuesta antiviral mediada por interferón de tipo I (IFN)".

### Efectividad de la vacuna
A fines de 2020, se estaban implementando o desarrollando varias vacunas COVID-19. Si bien la nueva variante tiene mutaciones en la glicoproteína de pico a la que se dirigen las tres vacunas principales, el sistema inmunológico produce anticuerpos contra varias regiones de la proteína en respuesta a la vacuna, por lo que se cree que es poco probable que una sola mutación reduzca la eficacia de las vacunas.
Sin embargo, a medida que ocurren más mutaciones, es posible que sea necesario modificar las vacunas. El SARS-CoV-2 no muta tan rápidamente como los virus de la influenza y las nuevas vacunas que demostraron ser efectivas a fines de 2020 son tipos que pueden ajustarse si es necesario. A finales de 2020, las autoridades sanitarias y los expertos alemanes, británicos y estadounidenses creen que las vacunas existentes serán tan eficaces contra la nueva cepa VUI - 202012/01 como contra las cepas anteriores.
Al 20 de diciembre de 2020, Public Health England confirmó que "no hay evidencia" que sugiera que la nueva cepa sea resistente a la vacuna Pfizer-BioNTech que se usa actualmente en el programa de vacunación COVID-19 en el Reino Unido y que las personas aún deberían estar protegidas.

### Propagación
El primer caso probablemente ocurrió a mediados de septiembre de 2020 en Londres o Kent, Reino Unido. Al 13 de diciembre de 2020, se habían identificado 1.108 casos con esta variante en el Reino Unido en casi 60 autoridades locales diferentes. Estos casos fueron predominantemente en el sureste de Inglaterra. La variante también se ha identificado en Gales y Escocia. A mediados de diciembre, se estimó que casi el 60 por ciento de los casos en Londres involucraron VUI - 202012/01. El 20 de diciembre de 2020, la BBC informó que la Organización Mundial de la Salud (OMS) había dicho que se habían notificado nueve casos de la nueva variante en Dinamarca, uno en los Países Bajos y uno en Australia. Más tarde, el mismo día, se informó que se habían encontrado cuatro en Bélgica y uno en Italia. El Reino Unido y Dinamarca están secuenciando sus casos de coronavirus a tasas considerablemente más altas que la mayoría de los demás y se consideró probable que otros países detectaran la variante más tarde; Christian Drosten, un destacado experto alemán en COVID-19, dijo que probablemente ya esté circulando en Alemania, mientras que Céline Gounder, miembro del Consejo Asesor de COVID-19 de Joe Biden y virólogo Jeremy Luban de la Facultad de Medicina de la Universidad de Massachusetts dijo que era razonable pensar que ya está en Estados Unidos (donde la secuenciación tiende a ser esporádica).

#### Variante N501Y
Una variante con el mismo cambio a nivel de N501Y se detectó en Sudáfrica que podría resultar en una mayor transmisibilidad), pero un linaje diferente de la cepa del Reino Unido. Dicha mutación también se ha detectado en otros lugares: en Australia (junio-julio de 2020), en los Estados Unidos (julio) y en Brasil (abril), aún no está claro si surgió espontáneamente en el Reino Unido o se importó.

### Control
Todos los países del Reino Unido se vieron afectados por restricciones de viaje nacionales en reacción a la mayor propagación de COVID-19, atribuida al menos en parte a VUI - 202012/01, con efecto a partir del 20 de diciembre de 2020. Durante diciembre de 2020, un número cada vez mayor de países de todo el mundo anunciaron prohibiciones temporales o estaban considerando prohibir los viajes de pasajeros desde el Reino Unido y, en varios casos, desde otros países como los Países Bajos y Dinamarca. Algunos países prohibieron los vuelos; otros solo permitieron la entrada a sus nacionales, sujetos a una prueba de SARS-CoV-2 negativa. Un portavoz de la OMS dijo que "en toda Europa, donde la transmisión es intensa y generalizada, los países deben redoblar sus enfoques de control y prevención". La mayoría de las prohibiciones de los países de la UE fueron de 48 horas, a la espera de una reunión de respuesta política integrada de los representantes de la UE el 21 de diciembre para evaluar la amenaza de la nueva variante y coordinar una respuesta conjunta. Muchos países de todo el mundo impusieron restricciones a los viajes de pasajeros desde el Reino Unido; la vecina Francia también restringió los vehículos de mercancías tripulados. Algunos también aplicaron restricciones a los viajes desde otros países. Al 21 de diciembre de 2020 el único continente excepto la Antártida sin prohibiciones de viajar desde el Reino Unido fue Australia, confiando en que su cuarentena de 14 días en todas las llegadas fue suficiente.